# Nasledniki
Nasledniki (russisk: Наследники) er en russisk spillefilm fra 2008 af Konstantin Odegov.

## Medvirkende
- Pavel Jurtjenko som Timofej Trofimov
- Yekaterina Rednikova som Irina Trofimova
- Denis Karasyov som Georgij Trofimov
- Vladimir Tolokonnikov som Stjopa
- Leonid Kuravljov